# Götschen (Marktschellenberg)
Götschen ist seit 1969 ein Gemeindeteil bzw. eine Gnotschaft des Marktes Marktschellenberg im oberbayerischen Landkreis Berchtesgadener Land.

## Geschichte

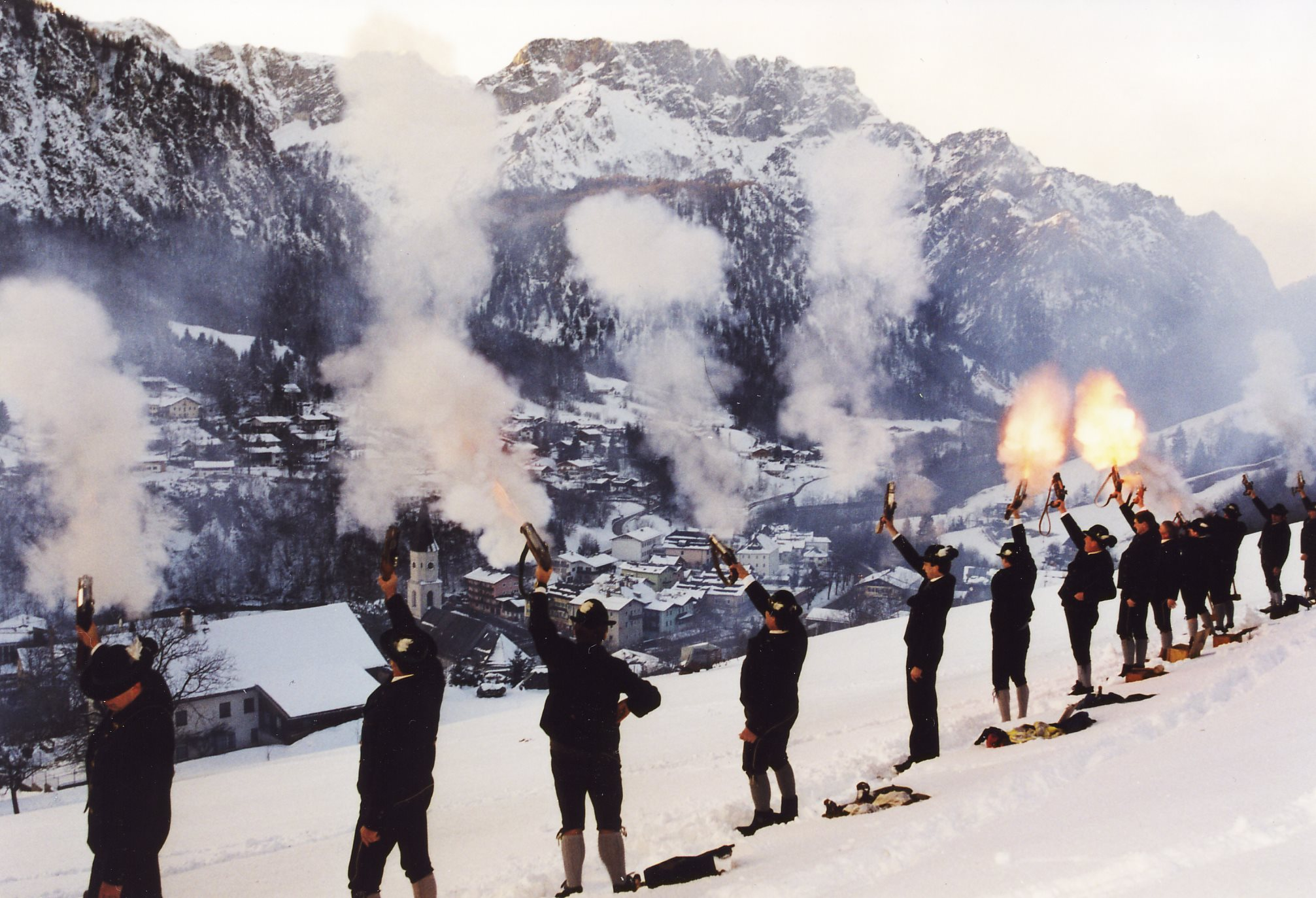
Götschen-Schellenberger Weihnachtsschützen bei einer Salve zum Christkind-Anschießen am Heiligen Abend über der Pfarrkirche St. Nikolaus in Marktschellenberg (2006)

Dem ersten Bischof von Salzburg und „Apostel Bayerns“ Rupert schenkte Herzog Theodo II. im Jahr 700 die Almen Gauzo (Götschen) und Ladusa (Larosbach) in der Grafschaft Grafengaden des einstigen Salzburggaus.
Vermutlich bereits ab Ende des 14. Jahrhunderts war Götschen ein Gnotschaftsbezirk von Schellenberg, dem zweiten Hauptort des Berchtesgadener Landes, das ab 1380 das Kernland der Reichsprälatur Berchtesgaden und der später eigenständigen, reichsunmittelbaren Fürstpropstei Berchtesgaden (1559–1803) bildete. Nach drei kurz hintereinander folgenden Herrschaftswechseln wurde 1810 das Berchtesgadener Land mit seinen Gnotschaften dem Königreich Bayern angegliedert. Von 1803 bis 1817 noch Ortsteil der in Schellenberg Markt umbenannten Gemeinde, war Götschen anschließend für ein Jahr ein Ortsteil der aus der „Urgnotschaft“ gebildeten Gemeinde Scheffau und wurde 1818 der neuen Gemeinde Schellenberg Land angegliedert, die am 1. März 1911 in Landschellenberg umbenannt wurde. Die Gemeinde Landschellenberg wurde zum 1. Oktober 1969 in die Gemeinde Marktschellenberg eingegliedert. Seither ist Götschen ein Ortsteil bzw. eine Gnotschaft des Marktes Marktschellenberg.
1929 wurde einer von 17 Weihnachtsschützenvereinen der Vereinigten Weihnachtsschützen des Berchtesgadener Landes in Götschen gegründet und ist bis heute aktiv.

## Lage
Die Gnotschaft Götschen schließt sich östlich an den namensgebenden Hauptort der Gemeinde an.